# Rotini

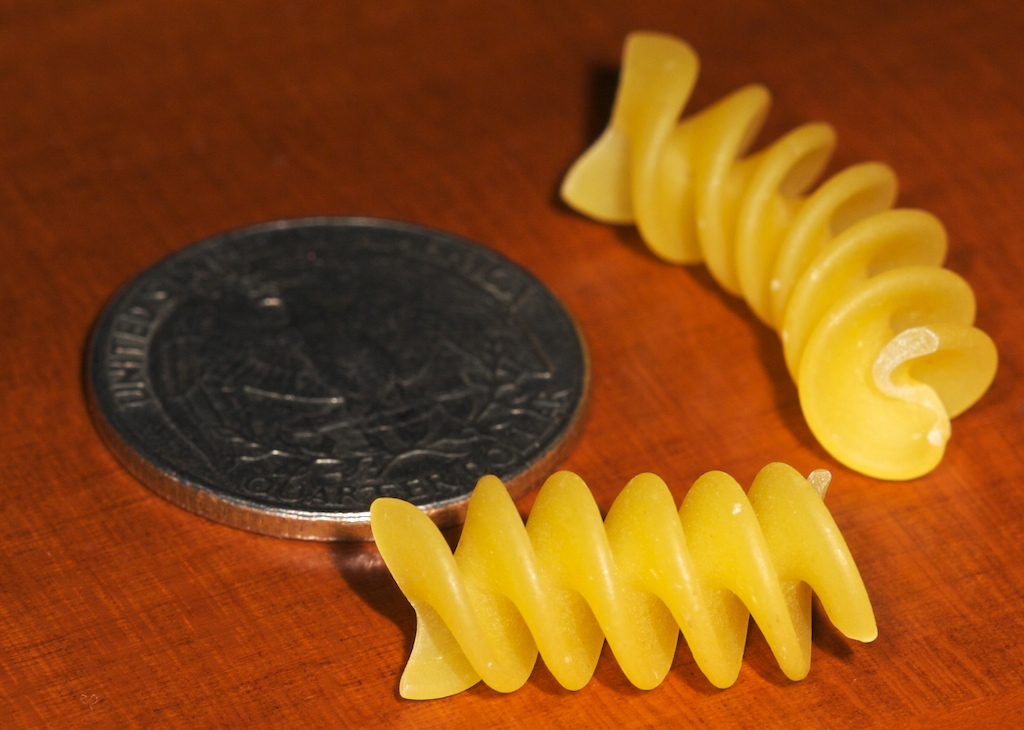
Rotini sin cocer junto a una moneda de 25¢ de dólar estadounidense(ø24 mm).

Los Rotini son un tipo de pasta, relacionados con los fusilli, pero poseen una espiral de menor paso, además la pasta es más fina. El nombre deriva del nombre italiano para denominar a los gemelos. Los rotini son originarios del Norte de Italia y suelen emplearse en la cocina habitualmente para acompañar otros platos (generalmente con salsa, bien de tomate o pesto), se emplea como ingrediente (a veces con intención de ser decorativo) en las ensaladas. 